# Horodyschtsche
Horodyschtsche (ukrainisch Городище; russisch Городище Gorodischtsche) ist eine Stadt mit 15.000 Einwohnern im Zentrum der Ukraine.

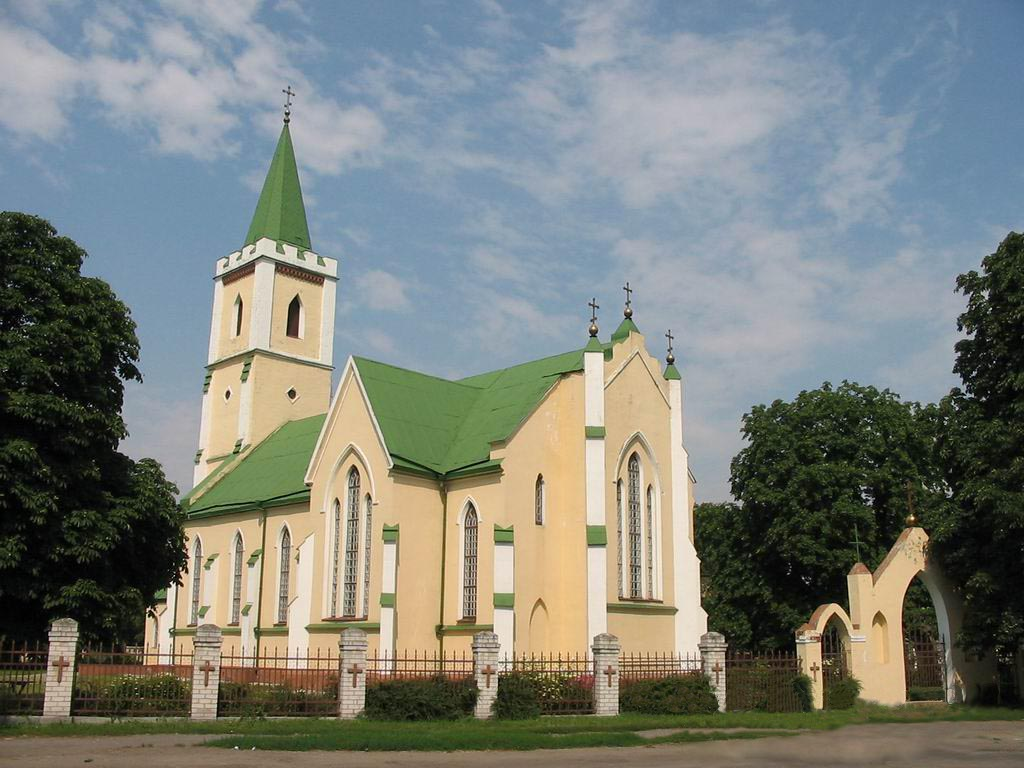
Die Michail-Kirche in Horodyschtsche

Die Stadt liegt in der Oblast Tscherkassy am Ufer der Wilschanka, einem 106 km langen, rechten Nebenfluss des Dnepr und war bis Juli 2020 der Verwaltungssitz des Rajons Horodyschtsche.

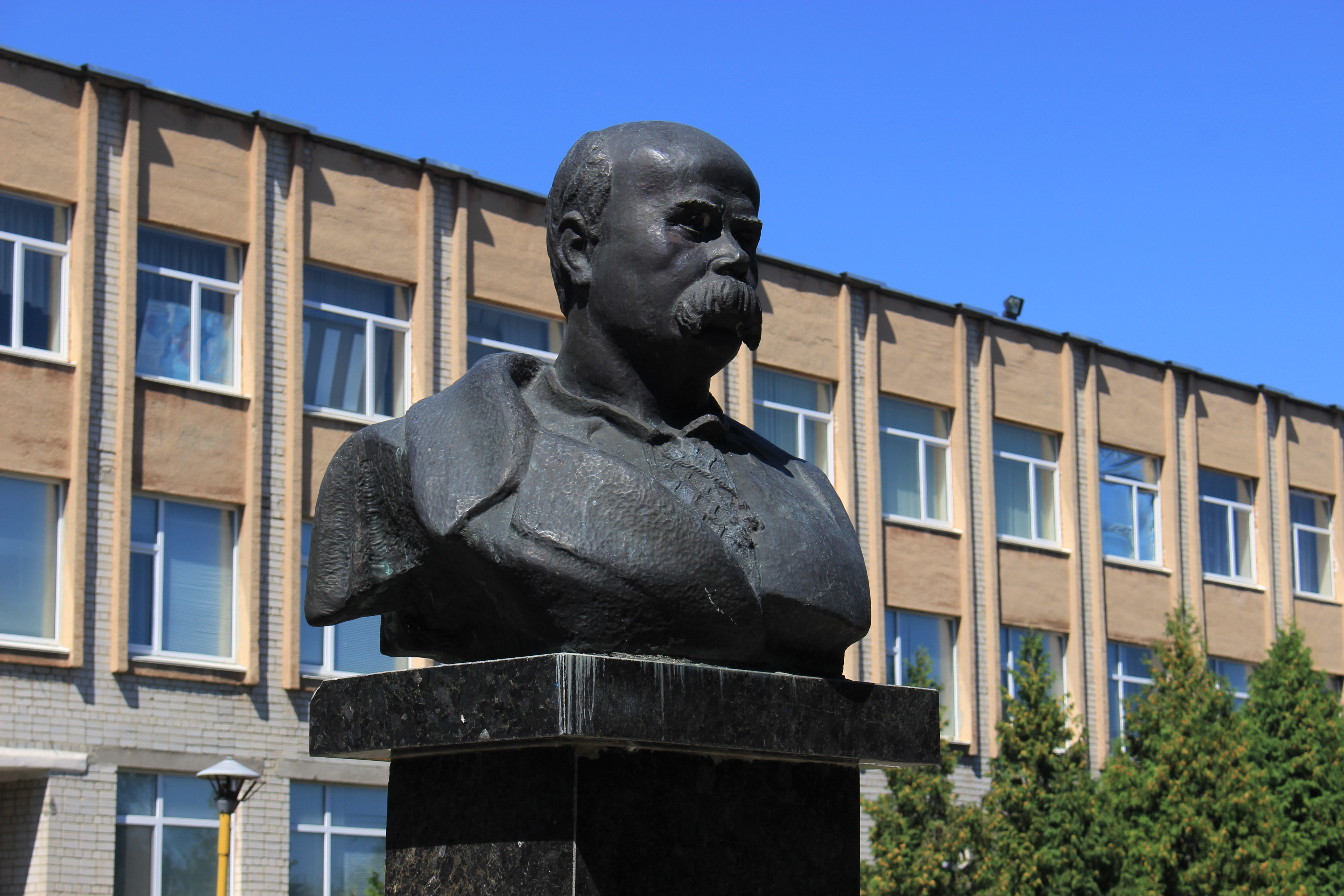
Taras-Schewtschenko-Denkmal in der Stadt

In Horodyschtsche wurde 1790 der Schriftsteller Petro Hulak-Artemowskyj und im Jahr 1813 sein Neffe, der Opern-Komponist und Sänger Semen Hulak-Artemowskyj geboren. Ihm zu Ehren wurde im Ort ein Museum gegründet.
Seit den 1930er Jahren bis zum 15. August 1944 trug der Ort den Namen Imeni H. I. Petrowskoho (імені Г. І. Петровського). 1956 bekam er den Stadtstatus verliehen.

## Verwaltungsgliederung
Am 12. Juni 2020 wurde die Stadt zum Zentrum der neugegründeten Stadtgemeinde Horodyschtsche (ukrainisch Городищенська міська громада/Horodyschtschenska miska hromada), zu dieser zählen auch die Siedlung städtischen Typs Zwitkowe und die 8 in der untenstehenden Tabelle aufgelisteten Dörfer, bis dahin bildete sie zusammen mit dem Dorf Nabokiw die gleichnamige Stadtratsgemeinde Horodyschtsche (Городищенська міська рада/Horodyschtschenska miska rada) im Zentrum des Rajons Horodyschtsche.
Am 17. Juli 2020 kam es im Zuge einer großen Rajonsreform zum Anschluss des Rajonsgebietes an den Rajon Tscherkassy.
Folgende Orte sind neben dem Hauptort Horodyschtsche Teil der Gemeinde:
| Name                     | Name          | Name                          |
| ukrainisch transkribiert | ukrainisch    | russisch                      |
| ------------------------ | ------------- | ----------------------------- |
| Chlystuniwka             | Хлистунівка   | Хлыстуновка (Chlystunowka)    |
| Dyrdyn                   | Дирдин        | Дырдин (Dyrdin)               |
| Kalyniwka                | Калинівка     | Калиновка (Kalinowka)         |
| Ksawerowe                | Ксаверове     | Ксаверово (Ksawerowo)         |
| Nabokiw                  | Набоків       | Набоков (Nabokow)             |
| Orlowez                  | Орловець      | Орловец                       |
| Petropawliwka            | Петропавлівка | Петропавловка (Petropawlowka) |
| Waljawa                  | Валява        | Валява                        |
| Zwitkowe                 | Цвіткове      | Цветково (Zwetkowo)           |

## Söhne und Töchter der Stadt
- Petro Hulak-Artemowskyj (1790–1865), ukrainischer Schriftsteller, Übersetzer und Rektor der Universität Charkow
- Semen Hulak-Artemowskyj (1813–1873), ukrainischer Opernsänger (Bariton) und Komponist, Schauspieler und Dramatiker.
- Jakob Lestschinsky (1876–1966), Statistiker und jüdischer Gelehrter